# Na dobre i na złe
Na dobre i na złe (Nederlands: In voor- en tegenspoed) is een Poolse medische dramaserie die sinds 1999 wordt uitgezonden door TVP2. 

## Rolverdeling

### Hoofdpersonages
| Acteur/Actrice           | Personage                | Status                                                   |
| ------------------------ | ------------------------ | -------------------------------------------------------- |
| Małgorzata Foremniak     | Zofia Stankiewicz-Burska | 1999-                                                    |
| Artur Żmijewski          | Jakub Burski             | 1999-2012                                                |
| Dariusz Jakubowski       | Dariusz Wójcik           | 1999-                                                    |
| Marian Opania            | Tadeusz Zybert           | 1999-                                                    |
| Piotr Garlicki           | Stefan Tretter           | 2000-                                                    |
| Edyta Jungowska          | Bożena van der Graaf     | 2000-                                                    |
| Bartosz Opania           | Witold Latoszek          | 2001-2018                                                |
| Grażyna Zielińska        | Maria Zbieć              | 2001-                                                    |
| Radosław Krzyżowski      | Michał Sambor            | 2004-2014                                                |
| Anita Sokołowska         | Milena Starska           | 2004-2018                                                |
| Julia Kornacka           | Amelia Burska #2         | 2006-                                                    |
| Redbad Klijnstra         | Ruud van der Graaf       | 2007-                                                    |
| Andrzej Bienias          | Krzysztof Jędras         | 2007-                                                    |
| Robert Koszucki          | Rafał Konica             | 2007-                                                    |
| Beata Ścibakówna         | Karolina Orlicka         | 2007-                                                    |
| Katarzyna Dąbrowska      | Wiktoria Consalida       | 2008-                                                    |
| Ewa Kasprzyk-Bernatowicz | Elżbieta Żak             | 2008-                                                    |
| Emilia Komarnicka        | Agata Woźnicka           | 2008-                                                    |
| Marcin Rogacewicz        | Przemek Zapała           | 2008-                                                    |
| Rafał Fudalej            | Marcin Maciejewski       | 2009-                                                    |
| Marek Bukowski           | Piotr Gawryło            | 2010-                                                    |
| Agnieszka Judycka        | Nina Rudnicka            | 2011-                                                    |
| Marcin Zacharzewski      | Borys Jakubek            | 2011-                                                    |
| Kamilla Baar             | † Hana Goldberg          | 2011-2015, 2016 (haar dood) (komt niet voor in de serie) |
| Paulina Chruściel        | Ludmiła Papierniak       | 2011-                                                    |
| Michał Żebrowski         | Andrzej Falkowicz        | 2012-                                                    |

### Andere personages
| Acteur/Actrice       | Personage          | Status                 |
| -------------------- | ------------------ | ---------------------- |
| Renata Berger        | Jadwiga Ziemiańska | 1999-                  |
| Monika Figura        | Anna Oleszkówna    | 1999-                  |
| Joanna Pach          | Joanna             | 2001-2009, 2011-       |
| Magdalena Ogórek     | Magda              | 2002-                  |
| Maria Gładkowska     | Maria Starska      | 2005-2008, 2010, 2012- |
| Marzena Pawlak       | verpleegster       | 2005-2006, 2008-       |
| Maria Góralczyk      | Beata Nowakowska   | 2007-                  |
| Sławomir Wierzbicki  | Sławomir           | 2007-                  |
| Jakub Kłys           | Krzyś Sambor       | 2008-                  |
| Grażyna Barszczewska | oncoloog           | 2010-                  |
| Anna Ćwięka          | Kinga              | 2011-                  |
| Marta Dąbrowska      | Kinga Walczyk      | 2011-                  |
| Anna Iberszer        | Anna               | 2011-                  |
| Marcin Sianko        | Paweł Gracz        | 2011-                  |
| Oliwier Górka        | Feliks Latoszek    | 2012-                  |
| Liliana Komorowska   | Wanda Falkowicz    | 2012-                  |

### Voormalige rollen
| Acteur/Actrice               | Personage                                 | Status                                     |
| ---------------------------- | ----------------------------------------- | ------------------------------------------ |
| Agnieszka Warchulska         | Katarzyna Gostyńska                       | 1999-2000                                  |
| Jakub Przebindowski          | Krzysztof Siedlecki                       | 1999-2000                                  |
| Magdalena Stużyńska-Brauer   | Magdalena Szymczak                        | 1999-2000                                  |
| Robert Janowski              | Mikołaj Mellado                           | 1999-2001                                  |
| Beata Kawka                  | Anna Wolniak                              | 1999-2002                                  |
| Leon Niemczyk                | Michał Kalita                             | 1999-2003                                  |
| Ewa Skibińska                | Elżbieta Walicka                          | 1999-2003                                  |
| Krzysztof Pieczyński         | Bruno Walicki                             | 1999-2003                                  |
| Jan Prosiński                | Paweł Walicki                             | 1999-2003                                  |
| Zofia Merle                  | Genowefa Burczyk                          | 1999-2003                                  |
| Daria Trafankowska           | † afdeling Danuta Dębska-Tretter          | 1999-2004 (haar dood)                      |
| Dorota Segda                 | Agata Kwiecińska-Depczyk                  | 1999-2005                                  |
| Karolina Borkowska           | Agnieszka Walicka                         | 1999-2005                                  |
| Sara Müldner                 | Julia Nowak-Burska                        | 1999-2007                                  |
| Robert Rutkowski             | Mróz                                      | 1999-2008                                  |
| Emilia Krakowska             | Gabriela Krukowska-Kalita                 | 1999-2009                                  |
| Sławomir Holland             | urgentiearts                              | 1999-2009                                  |
| Jolanta Fraszyńska           | Monika Zybert-Jędras                      | 1999–2010                                  |
| Małgorzata Zajączkowska      | Irena Kozioł                              | 1999-2010                                  |
| Andrzej Zieliński            | Adam Pawica                               | 1999-2011                                  |
| Bartosz Obuchowicz           | Tomek Kozal-Burski                        | 1999-2011                                  |
| Krzysztof Chamiec            | Jan Burski                                | 2000                                       |
| Barry Abdullaje              | Abdul Dialo                               | 2000-2001                                  |
| Aneta Zając                  | Jolanta Wolniak                           | 2001-2001                                  |
| Karolina Wojciechowska       | Karolina                                  | 2000-2001                                  |
| Jakub Wons                   | Robert                                    | 2000-2001                                  |
| Magdalena Zawadzka           | Klara                                     | 2000-2001                                  |
| Barbara Brylska              | Barbara Burska                            | 2000-2002                                  |
| Bogdan Baer                  | Edward Ryszkiewicz                        | 2000-2002                                  |
| Paweł Wilczak                | Marek Zbieć (#1)                          | 2000-2003                                  |
| Paweł Szwed                  | Witold Gołąbek                            | 2000-2004                                  |
| Dorota Zakrzewska            | verpleegkundige                           | 2000-2006                                  |
| Julian Krzysztof Warunek     | Szymański                                 | 2000, 2004-2009                            |
| Marek Barbasiewicz           | Dariusz Depczyk                           | 2000-2005                                  |
| Jan Mayzel                   | Franciszek Kwiecień                       | 2000-2001, 2003, 2005-2007, 2010           |
| Cezary Kosiński              | Jacek Mejer                               | 2000-2007, 2010                            |
| Katarzyna Bujakiewicz        | Marta Kozioł                              | 2000-2010                                  |
| Jolanta Rzaczkiewicz         | Anna                                      | 2000-2011                                  |
| Hanna Dunowska               | Hanna Kalinowska                          | 2000-2001, 2003-2004, 2007-2008, 2010      |
| Paweł Burczyk                | Kazimierz Bąk                             | 2001-2004                                  |
| Agnieszka Dygant             | Maria "Mariola" Jolanta Muślinek-Korzycka | 2001-2008                                  |
| Olga Bończyk                 | Edyta Kuszyńska                           | 2001-2010                                  |
| Krzysztof Janczar            | Małecki-Pawiński                          | 2001-2002, 2004-2005, 2007-2008, 2010-2011 |
| Maciej Zakościelny           | Igor Kurowski                             | 2002-2004                                  |
| Alicja Bachleda-Curuś        | Anna Bochenek                             | 2002-2004                                  |
| Mariusz Bonaszewski          | Jan Sarapata                              | 2002-2004                                  |
| Angelika i Natalia Kukulskie | Amelia Burska (#1)                        | 2002-2006                                  |
| Krzysztof Zawadzki           | Maciej Depczyk                            | 2002-2005, 2008                            |
| Andrzej Mrowiec              | Andrzej Kalarus                           | 2002-2007                                  |
| Bartłomiej Pyrek             | Staś Walicki                              | 2003                                       |
| Piotr Adamczyk               | Jerzy Kozerski                            | 2003-2004                                  |
| Szymon Bobrowski             | Hubert Koziński                           | 2003-2005                                  |
| Antonina Choroszy            | Katarzyna Jaskólska                       | 2003-2008                                  |
| Maja Ostaszewska             | Małgorzata "Meg" Donovan                  | 2003-2008                                  |
| Jarosław Jakimowicz          | Rafał Oleński                             | 2004-2005                                  |
| Artur Dziurman               | Milecki                                   | 2004-2006                                  |
| Ewa Wiśniewska               | Helena Weiss-Korzycka                     | 2004-2006                                  |
| Tomasz Kot                   | Henryk Weiss-Korzycki                     | 2004-2007                                  |
| Michał Grudziński            | Andrzej Stankiewicz                       | 2004-2007                                  |
| Michał Czarnecki             | Piotr Kusy                                | 2005-2006                                  |
| Mariusz Drężek               | Bartosz Domagalski                        | 2005-2007                                  |
| Urszula Grabowska            | Patrycja Sambor                           | 2005-2008                                  |
| Joanna Liszowska             | Dorota Lewkiewicz-Czyż                    | 2005-2009                                  |
| Paweł Królikowski            | Sławomir Starzyński                       | 2005-2006, 2010                            |
| Anna Cieślak                 | Alicja Siedlecka                          | 2006-2007                                  |
| Oleksandr Nikitin            | Robert Donovan                            | 2006-2009                                  |
| Edwin Petrykat               | Rafał Mazurkiewicz                        | 2006-2009                                  |
| Gabrysia Juszczuk            | Hanna Zybert-Jędras                       | 2006-2010                                  |
| Paweł Deląg                  | Stanisław Drzewiecki                      | 2007-2008                                  |
| Maciej Radel                 | Konstanty Matuszka                        | 2007-2010                                  |
| Jacek Labijak                | Duda                                      | 2007-2008, 2010-2011                       |
| Dariusz Wasilewski           | psychiater                                | 2008                                       |
| Tadeusz Pluciński            | Wójcik                                    | 2008-2009                                  |
| Agata Sasinowska             | Jagoda "Gunia"                            | 2008-2010                                  |
| Lech Mackiewicz              | Richard Edwards                           | 2008-2010                                  |
| Zdzisław Kuźniar             | Zygmunt Niedziela                         | 2009                                       |
| Łukasz Matecki               | Wojciech Sarnecki                         | 2009-2010                                  |
| Karolina Gorczyca            | Iwona Kalicka                             | 2009-2010                                  |
| Monika Węgiel                | Katarzyna Maj                             | 2009-2010                                  |
| Marcin Mroziński             | Kazimierz Janoszy                         | 2009-2011                                  |
| Zbigniew Waleryś             | Manfred Piątkowski                        | 2009-2011                                  |
| Jagoda Szaluś                | Blanka Consalida                          | 2009, 2011                                 |
| Matylda Damięcka             | Joanna Duda                               | 2010-2011                                  |
| Magdalena Górska             | Iza                                       | 2010-2011                                  |
| Maciej Marczewski            | Paweł Lewicki                             | 2010-2012                                  |
| Anna Dereszowska             | Magda Soszyńska                           | 2011                                       |
| Krzysztof Wakuliński         | Andrzej Soszyński                         | 2011                                       |
| Gabriela Świerczyńska        | Antonina Soszyńska                        | 2011                                       |
| Anna Czartoryska             | Dorota Lewicka                            | 2011-2012                                  |
| Anna Stępień                 | Karen Wronski                             | 2011-2012                                  |